# 大野由佳
大野由佳（日语：大野由佳，5月25日—，日本女性前配音員。出身於東京都。現在已經從青二Production退休。
為人熟悉的代表作品有遊戲《卒業 ～Graduation～》的高城麗子、動畫《奇天烈大百科》冬冬〈尖浩二〉的母親。

## 演出作品
※粗體字表示說明飾演的主要角色。

### 電視動畫
1986年
- 七龍珠（辣妹、母親）

1988年
- 奇天烈大百科（冬冬〈尖浩二〉的母親）
- 魁!! 男塾（女性客群）
- 變形金剛：超神 Master Force（交換手、看護婦）

1989年
- 惡魔君（霧人的母親〈第2代〉）
- 七龍珠Z（女）

1991年
- 裝甲拯救隊

1992年
- 小小男子漢（1992～1994，電氣行的老闆娘、元子、主婦、中居頭、大嬸B 等）
- 餓狼傳說2（小孩C）
- 美少女戰士系列（1992～1994，、 等）3系列
- 櫻桃小丸子 (第1期)（的母親）

1994年
- 橘子醬男孩（侍女）

1996年
- 鬼太郎 (第4作)（祥一的母親、恒、二郎的母親）

### OVA
1989年
- 紅牙 Blue Sonnet（日语：紅い牙）（女性科學家、辻老師）
- 銀河英雄傳說（女性士兵）

1990年
- 信箱中的明天（日语：ポストの中の明日）
- 八神君的家庭事情（日语：八神くんの家庭の事情）

1991年
- 創龍傳

### 電影動畫
1993年
- 星星的軌道（日语：お星さまのレール）（葉子）

1994年
- 莉卡娃娃：莉卡與山貓的星星之旅（日语：リカちゃん）（昂星）

### 遊戲
1992年
- 卒業 ～Graduation～（高城麗子〈初代〉）

### 電視劇
- 週二懸疑劇場「偵訊室（日语：取調室 (テレビドラマ)）」（1995年，日本電視台）